# Olena Teliha
Olena Ivanivna Teliha (en ukrainien : Олена Іванівна Теліга) est une poétesse, critique littéraire et militante politique ukrainienne, née Elena Ivanovna Chovgueneva le 21 juillet 1906 dans l’oblast de Moscou et morte exécutée le 21 février 1942 dans le ravin de Babi Yar à Kiev.

## Biographie
Elle adhéra en 1939 à l'Organisation des nationalistes ukrainiens, pour militer pour la culture et l'éducation.
Elle fut arrêtée par la Gestapo et exécutée, à l'âge de 35 ans, en même temps que son mari Mykhaïlo, dans le ravin de Babi Yar près de Kiev.